# Heinrich Braendlin
Heinrich Braendlin (auch Brändlin) (* 1777 in Stäfa; † 7. Juni 1848, abweichendes Geburtsjahr: 1778) war ein Schweizer Politiker und Kaufmann.

## Leben
Heinrich Braendlin wurde als Sohn des Hans Jakob Braendlin (1734–1808) geboren, der in Stäfa Metzger, Sonnenwirt und Gemeindepräsident war. Er hatte noch drei weitere Brüder: Rudolf (1780–1837), Johannes Braendlin (1783–1860) und Jakob.
Gemeinsam mit seinen Brüdern lebte er in seiner Jugend einige Jahre in Frankreich. Im ersten Jahrzehnt des 19. Jahrhunderts wurde er zum Gemeindepräsidenten von Stäfa gewählt. Gemeinsam mit Johann Kaspar Pfenninger und Johannes Braendlin, Jakob Dändliker, Johannes Hegetschweiler, Untervogt Rudolf Rebmann (1759–1837) und Hans Heinrich Ryffel (1804–1880) sowie weiteren Gründungsmitgliedern gründete er 1819 in Stäfa die Lesegesellschaft, die auch heute noch existiert. 1823 wurde er zum Mitglied des Grossen Rates, auch genannt «Rat der Zweihundert», in Zürich ernannt und 1832 kam die Ernennung zum Regierungsrat, dieses Amt übte er bis 1844 aus.
Heinrich Braendlin war auch im geschäftlichen Bereich sehr erfolgreich, so gründete er gemeinsam mit seinen Brüdern die Spinnerei Brändlin in Stäfa.